# Sammetstrupial
Sammetstrupial (Lampropsar tanagrinus) är en fågel i familjen trupialer inom ordningen tättingar.

## Utbredning och systematik
Sammetstrupial placeras som enda art i släktet Lampropsar. Den delas in i fem underarter:
- Lampropsar tanagrinus tanagrinus – förekommer från sydöstra Colombia till östra Ecuador, norra Peru och västra Amazonas Brasilien
- Lampropsar tanagrinus guianensis – förekommer från tropiska norra Venezuela till nordvästra Guyana och norra Brasilien (Roraima)
- Lampropsar tanagrinus boliviensis – förekommer i norra Bolivia (längs övre Rio Beni)
- Lampropsar tanagrinus violaceus – förekommer i västra Brasilien (nordvästra Mato Grosso)
- Lampropsar tanagrinus macropterus – förekommer i västra Brasilien (övre Rio Juruá)

## Status
Arten har ett stort utbredningsområde och beståndet anses stabilt. Internationella naturvårdsunionen IUCN listar den därför som livskraftig (LC).